# 维珍轨道
维珍轨道（英語：Virgin Orbit）是维珍集团旗下的一家公司，该公司旨在为小型卫星提供发射服务。

## 历史
维珍轨道成立于2017年，旨在开发由Cosmic Girl进行的空中发射的LauncherOne火箭，该火箭以前是维珍银河的项目。维珍轨道总部位于加利福尼亚州的长滩，拥有300多名员工，由波音公司的前政府卫星系统项目副总裁丹·哈特领导。
维珍轨道专注于小型卫星发射，这是其前身维珍银河的三大目标之一。 
为了应对2020年初的COVID-19大流行，Virgin Orbit宣布它将成立一家新合资企业，该合资企业将建造相对低档的机械呼吸机（呼吸机），特别是“桥式呼吸机”，解决大流行期间全球机械通风机严重短缺的问题。为了开发和生产它们，Virgin Global与加利福尼亚大学欧文分校和德克萨斯大学奥斯汀分校共同成立了桥梁呼吸机联盟。 他们有一个原型，等待3月获得美国食品和药物管理局（FDA）的批准，并希望在4月开始生产。。
2021年3月15日，彭博报道，知情人士说，理查德·布蘭森正在寻找一家特殊目的收购公司，用以和維珍軌道合并上市。同年6月12日，天空新闻透露，维珍轨道即将完成与 NextGen Acquisition II 合并的交易，NextGen Acquisition II 是一家由前高盛银行家乔治马特森设立的特殊目的收购公司。 据知情人士透露，交易可能在未来几周内宣布，对維珍軌道的估值约为 30 亿美元（21 亿英镑）。
2023年3月16日，維珍軌道宣布暫停營運並令員工放無薪假，同時尋求額外資金以緩解財務壓力。同月30日，維珍軌道裁員85％（675人），執行長丹·哈特（Dan Hart）宣布公司因融資失敗，將在「可期未來」將停止營運。董事會此前已批准針對公司高層的金色降落傘計畫。同年初，該公司首次自英國本土試射機載太空火箭客機宇宙女孩（其第三次發射），未能順利進入軌道。
2023年4月4日，維珍軌道表示，已在特拉華州申請破產保護，該公司稱，在尋求出售的過程中，將利用這一程式「實現業務和資產價值最大化」。
2023年5月22日完成破产拍卖， 剩余资产以3600万美元价格剥离，不到公司IPO估值的1%。